# VTM-4
VTM-4(Variable Torque Management - 4WD system)は、本田技研工業の四輪駆動システムである。

## 概要
センターデフ及びリアデフのかわりに左右後輪にそれぞれ電子制御可変トルククラッチを備えることで、フルタイム4WDとパートタイム4WDとの長所を併せ持つ4WDシステム。前後輪の駆動力配分を50：50〜100：0までの間で制御することにより、通常走行時はFFとなり燃費に貢献し、加速時や前輪空転時には後輪に適切にトルク配分し、安定走行に貢献する。

湿式多板クラッチのトルク伝達力はLSDに勝るため、LSDを用いたフルタイム4WDと比較すると悪路走破性に優れ、パートタイム4WDに対しては湿式多板クラッチのトルクリミッター機能によりドライブシャフト等、駆動系部品の軽量化が可能。クラス最軽量のユニット重量も燃費および走行性能に貢献している。
2015年、LSDのロック時と同種の働きをするVTM-Lockモードを搭載し、路面状況に適したモード切替が可能とし、より積極的に後輪左右間でトルク配分を行うi-VTM4へと進化。

## 搭載車種
- アキュラ・MDX（初代）
- ホンダ・リッジライン
- ホンダ・パイロット
- ホンダ・パスポート（3代目以降）